# Ушаков, Павел Владимирович
Павел Владимирович Ушаков (22 марта 1903, Петергоф — 25 февраля 1992) — советский гидробиолог, доктор биологических наук, специалист по систематике многощетинковых червей.

## Биография
Родился в Петергофе 22 марта 1903 года. Его отец Владимир Абрамович Ушаков получил юридическое образование и работал в Департаменте уделов, а после революции в Смольницком райисполкоме. Мать, Ольга Николаевна Шилова, была домохозяйкой. В 1920 году окончил Тенишевскую гимназию. С 1920 по 1924 год учился в Петроградском университете. На развитие научных интересов Ушакова большое влияние оказал его научный руководитель Константин Михайлович Дерюгин. В 1922 году на Мурманской биологической станции Ушаков проводил исследования с Евпраксией Фёдоровной Гурьяновой и Иваном Гуговичем Заксом. В летний период с 1923 по 1926 годы проводил исследования на Новой Земле, Земле Франца-Иосифа и на Белом море. С 1924 по 1936 годы работал в Гидрологическом институте. В 1927 году женился на Екатерине Фёдоровне Гурьяновой. В 1936 году Ушакову присуждена учёная степень доктора наук.
С 1936 по 1939 годы он работает в Зоологическом институте АН СССР. В 1939 году ему присваивают звание профессора и он возвращается в Гидрологический институт. В 1941 году ему отказали в прошении пойти добровольцем на фронт. В годы войны он в звании инженер-майора руководил работами по составлению справочников и атласов по Охотскому и Берингову морям для Военно-Морского флота. В 1945 году он находился в Берлине, разбирая архивы немецкой гидрометеослужбы. В 1945 году Ушаков вернулся в Зоологический институт и в 1960 году создал в нём лабораторию морских исследований. В 1965—1968 годах посетил морские биологические станции Франции и прочитал серию лекций по морской биологии в Марсельском университете и в Сорбонне.
В 1982 году уходит на пенсию, но продолжал общаться с коллегами и писал воспоминания. Умер 25 февраля 1992 года. Похоронен на Богословском кладбище.

## Научные достижения
Был организатором множества экспедиций на морях Северного Ледовитого и Тихого океана. В ходе экспедиции на Мурмане впервые исследовал жизнь морских литоральных животных в условиях полярной ночи. Установил значение Амурского лимана как барьера препятствующего обмену фаун Охотского и Японского морей. Разработал схему вертикальных зон Охотского моря. В 1949 году в ходе экспедиции на судне «Витязь» Ушаков добывает первые образцы донной фауны с глубины более 8000 м. В 1957—1959 годах принимал участие в экспедиции на Желтое море и остров Хайнань. В 1960 году исследовал особенности состава и распределения фауны Гвинейского залива.
Первые работы были посвящены немертинам, описал 12 новых видов и новый род Gurjanovella. В дальнейшем специализировался по систематике многощетинковых червей. Обобщил данные по этой группе организмов фауны Северных и Дальневосточных морей России, предложил схемы филогенетического развития, которые проясняют основные направления эволюции полихет. Один из пионеров в исследовании абиссальных полихет. Совместно с Wu Bao-Ling опубликовал первое обобщение о полихетах Желтого моря. Первым описал погонофор в морях России (Lamellisabella zachsi Uschakov, 1933). Описал более 100 новых для науки видов животных.

### Таксоны, названные в честь Ушакова
В честь Ушакова названы более 70 таксонов, в том числе:
- Carinoma uschakovi Chernyshev, 1999
- Metopa uschakovi Gurjanova, 1948
- Lycodes uschakovi Popov, 1931
- Lycenchelys uschakovi Andriashev, 1958
- Uschakovia gorbunovi Kluge, 1946
- Uschakoviella echinophora Gurjanova, 1955
- Uschakovius enigmaticus Laubier & Ramos, 1973

### Награды
За научные заслуги П.В. Ушаков удостоен многих наград и премий, в том числе:
- Золотая медаль имени П. П. Семенова-Тян-Шанского (1958)
- Почётный доктор Марсельского университета (1965)
- Медаль Альберта I, принца Монако[англ.] (1972)
- Золотая медаль имени Е. Н. Павловского (1984)
- Орден Ленина

## Избранные публикации
Автор около 200 публикаций, в том числе монографий из серии Фауна СССР:
- Ушаков П. В. На новую землю : Научно-популярный очерк : (Из экспедиционного дневника). — Л., 1929. — 107 с.
- Ушаков П. В. Система вертикальных зон Охотского моря // Доклады АН СССР. — 1949. — Т. 68, № 4. — С. 769–772.
- Ушаков П. В. Литораль Охотского моря // Доклады АН СССР. — 1951. — Т. 76, № 1. — С. 127–130.
- Ушаков П. В. Фауна Охотского моря и условия ее существования. — М.: Издательство Академии наук СССР, 1953. — 458 с.
- Ушаков П. В. Многощетинковые черви подотряда Phyllodociformia Полярного бассейна и северо-западной части Тихого океана (семейства Phyllodocidae, Alciopidae, Tomopteridae, Typhloscolecidae и Lacydoniidae) // Фауна СССР. Многощетинковые черви. — Л.: Наука, 1971. — Т. 1. — 271 с. — (Новая серия № 102).
- Ушаков П. В. Новый глубоководный вид Otopsis (Polychaeta, Pilargidae) из Курило-Камчатской впадины // Зоологический журнал. — 1971. — Т. 50, № 2. — С. 279–281.
- Ушаков П. В. Многощетинковые черви подотряда Aphroditiformia Северного Ледовитого океана и Северо-Западной части Тихого океана: Семейства Aphroditidae и Polynoidae // Фауна СССР. Многощетинковые черви. — Л.: Наука, 1982. — Т. 2, вып. 1. — 272 с. — (Новая серия № 126).